# 응집반응

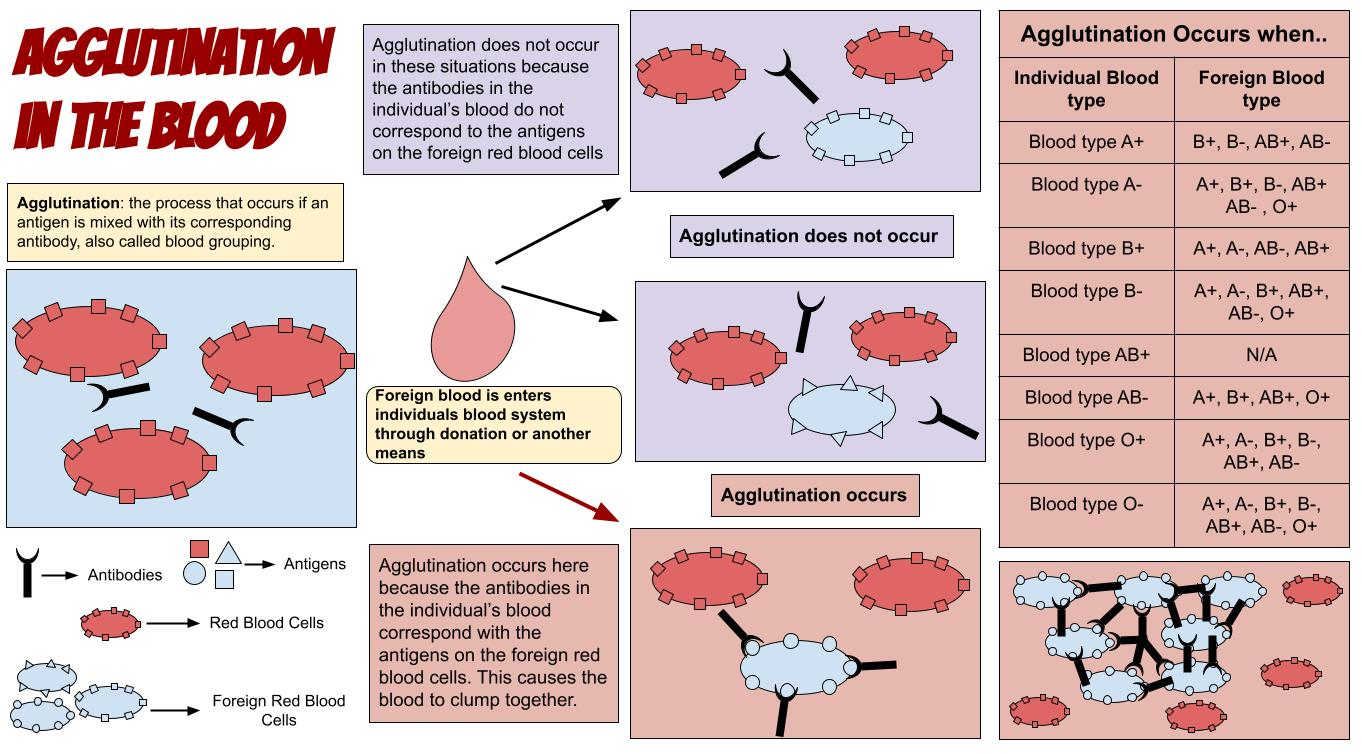
혈액에서의 응집반응

응집반응(凝集反應, 영어: agglutination)은 입자들이 하나로 뭉치는 것을 말한다. 'Agglutination'은 라틴어로 '붙이다'라는 뜻의 'agglutinare'에서 유래했다.
항원이 그에 대응하는 항체(동종응집소, isoagglutinin)와 섞이면 응집반응이 일어난다. 흔히 혈액형이나 미생물학 관련 용어로 사용된다.
생물학에서 중요한 응집반응의 예시로는 다음과 같은 것들이 있다. 첫째로 세균이나 혈구 등의 세포가 그에 대응하는 항체나 보체가 있을 때 뭉치는 것이다. 항체나 다른 분자는 여러 입자와 결합하여 큰 복합체를 만든다. 이로 인해 큰 덩어리를 한번에 제거할 수 있게 되면서 미생물을 하나씩 제거할 때보다 식작용을 통한 미생물 제거의 효과가 커진다. 둘째로 잘못된 혈액형을 가진 혈액을 수혈 받으면 항체가 잘못 수혈된 혈액과 반응하면서 적혈구가 응집반응을 일으키고 덩어리를 형성한다. 원래는 용액에 떠 있던 작은 입자들은 보통 응집반응이 일어난 뒤 큰 덩어리가 되면서 가라앉게 된다.

## 같이 보기
- 혈액응고
- 면역계
- 대식세포